# 花へんろ
『花へんろ』（はなへんろ）は、早坂暁の造語であり、早坂暁作のテレビドラマシリーズの題名である。副題を『風の昭和日記』（かぜのしょうわにっき）と題し、3部作の連続ドラマとしてNHK総合テレビ「ドラマ人間模様」で1985年（昭和60年）、1986年（昭和61年）および1988年（昭和63年）に放送された。第4回（1986年〈昭和61年〉）向田邦子賞受賞作。
ドラマの冒頭で「昭和とは どんな眺めぞ 花へんろ」という句（作・早坂暁）が詠まれる
続編となる連続ドラマ『新・花へんろ』（しん はなへんろ）がNHK総合テレビ「水曜シリーズドラマ」にて1997年（平成9年）に放送された。
東宝により1988年（昭和63年）に主演・ 八千草薫で舞台化された。
早坂暁の没後にスペシャルドラマ『花へんろ特別編 春子の人形〜脚本家・早坂暁がうつくしむ人〜』がNHK BSプレミアムにて2018年（平成30年）に放送された。が、花へんろというタイトルこそついているものの、脚本は早坂暁ではなく（脚本は冨川元文）配役も主役以下、従来の花へんろとは全く異なっている。内容は早坂の短編小説「春子の人形」を原作とし、そこに早坂の小説「ダウンタウン・ヒーローズ」のエピソードを折り込んだものとなっている。早坂暁が一切関わっていない作品であるため、従来の花へんろとは別物と捉えるべきである。

## 概要
大正末期から昭和中期までの、四国の風早町（後の愛媛県北条市、現在の松山市北条）を舞台とした、作者自身の自伝的ドラマであり、遍路道に面した商家「富屋勧商場（とみやかんしょうば）」に嫁いだ静子を軸に、激動の時代に翻弄される庶民の生活を、遍路や俳句を交えながら叙情豊かに描いている。
冒頭の「昭和とは どんな眺めぞ 花へんろ」という句について、「この眺めは地方から、庶民からの眺めである」とシナリオ本のあとがきに書かれている。そして「中央（東京）からではなく、地方から眺めた昭和を残しておきたい。中央だけに昭和の歴史が集中していると思ったら大間違いだ」とある。

## あらすじ

### 第一章（全七話）
1923年（大正12年）、静子は歌手になるべく東京行を夢見て家出をするが、関東大震災が起こり、愛媛県風早町の富屋勧商場（とみやかんしょうば）に嫁いだ叔母の勧めにより、富屋の次男・勝二と結婚する。富屋は多くの従業員を抱える3階建ての大商家であり、その前を毎日何人ものお遍路さんが通っていた。結婚した二人は、富屋の分家と大正座という劇場を任される。
ある日、静子が助けた女遍路が、娘を富屋に残して姿を消す。静子はその子を“巡子”と名付けて育てる。富屋の長男・本家の照一は、自分の子を宿した芸者の蝶子を分家の静子の家に預ける。半年後、巡子の母が現れたが、娘に会わずに帰ろうとする。静子は巡子をわが子として育てる決心をする。その時、静子は勝二の子を妊娠していた。
富屋の三男・幸三は、かつて身を売っていたおこうと駆け落ちをする。静子は蝶子の出産と幸三・おこうの駆け落ち騒ぎに巻き込まれ、自分の子を流産してしまう。

### 第二章（全六話）
1929年（昭和4年）、静子は次の子を妊娠していたが、富屋に入った説教強盗の人質となり早産してしまう。産まれた子、震一（しんいち）は産声も出さない弱い子であった。静子は子供の成長に悩み、照一の本妻・フサ子と暮らすことに苦しむ妾の蝶子とともに、赤ん坊の震一を連れて四国遍路にでかけ、その途中で人生の辛さや苦しさを抱えた人々と出会うことになる。
大阪に出かけた照一は帰路の尾道で、駆け落ちした幸三・おこうと遭遇する。勝二は尾道へでかけ、二人を風早町に連れて帰ろうとするが、幸三たちは帰途の船上から来島海峡に飛び込み、心中してしまう。
世界恐慌が起こり、富屋は万引きの被害が多く店を閉め、大正座も客が入らない日が続いていた。大正座の起死回生を図り、エノケン（榎本健一）を呼ぶ話が起こったが、現れたのは偽物であった。
富屋に静子の昔の恋人清沢が現れる。海軍軍人だった清沢は、濱口首相暗殺に関係し警察に追われていた。1931年（昭和6年）、満州事変が起こり、日本は戦争へと突き進んだ。

### 第三章（全六話）
静子の子・震一は、のびやかに成長していた。その富屋の句会に種田山頭火がやって来る。山頭火は静子の着物を見て、若くして自殺した母の着物と同じ柄だと話し、持ち歩いている位牌を出す。
大正座では、もと海軍大佐で、現在は戦争反対を唱える水野廣徳の演説会が行われる。清沢は当初水野に激しく反対していたが、その戦争反対論に敬服し、今は行動を共にしていた。演説会会場の大正座の客席には、水野の命を狙う刺客が潜んでいた。
やがて山頭火は、松山の一草庵で亡くなる。日本は戦争に突入し、照一の次男照彦に召集令状が届き、急遽親戚の娘と結婚するが、照彦は数日で出征していった。
富屋勧商場は広島店を出店し、照一の妾・蝶子はその経営のため、息子の昇とともに広島に移り住む。松山中学校に進学した震一は、戦艦大和に乗りたいと海軍兵学校に入る。
やがて戦争が末期を迎える。照彦は南方のジャングルで亡くなり、遺品の眼鏡だけが還ってくる。蝶子と息子の昇は広島での原爆に遭い、昇は亡くなり、蝶子だけが重傷で風早町に戻ってくる。
終戦を迎え、震一は海軍兵学校からの帰路、広島で見た死体から発する数限りない燐光のひとつが、昇だったのかと蝶子に話す。富屋の女たちは、亡くなった人たちを弔うため、再び遍路に出るのであった。

## 登場人物
括弧内は出演作。
- 静子 - 桃井かおり（1・2・3・新）
- 勝二 - 河原崎長一郎（1・2・3）→伊武雅刀（新）
- 照一 - 中条静夫（1・2・3）→橋爪功（新）
- フサ子 - 藤村志保（1・2・3・新）
- 源太郎 - 下條正巳（1・2・3・新）
- ウメ - 沢村貞子（1・2・3）
- 幸三 - 森本レオ（1・2）
- おこう - 永島暎子（1・2）
- 英太郎 - 小倉一郎（1・2・3・新）
- 照彦 - 田中隆三（3）
- 邦雄 - 田賀平（3）
- 震一 - 林泰文（3）→西島秀俊（新）
- 蝶子 - 磯野洋子（1・2・3・新）
- 昇 - 工藤幸雄（3）
- 清沢烈彦 - 三田村邦彦（1・2・3）
- 瀬戸屋 - 加藤治子（1・2）
- 文子 - 佐藤友美（1・2・新）
- 井原博士 - 小林亜星（1・2・3・新）
- 花井靴院長（俳号・十足） - イッセー尾形（1・2・3・新）
- 升屋（俳号・十鍵） - 殿山泰司（1・2・3）
- 立川巡査→巡査部長→警察署長（俳号・小羅） - 谷村昌彦（1・2・3・新）
- 忽那写真館主 - 関敬六（1・3・新）
- 番頭・留三 - 田武謙三（1・2・3）
- 丁稚→手代 - 斎藤洋介（1・2・3）
- チンドン屋 - 及川ヒロオ（1・2・3）
- 水野廣徳 - 江原真二郎（2・3）
- ツヤ子 - 岩本多代（2・3）
- ハルミ - 黛ジュン（2・3）
- 女遍路 - 樹木希林（1）
- 巡子 - 小きりん（現・内田也哉子）[4]（1）
- ミチ - 渡辺えり子（1）
- ゆき - 市原悦子（2）
- 説教強盗 - 財津一郎（2）
- 特高警察 - 樋浦勉（2）
- 山頭火 - 北村和夫（3）
- 少年時代の山頭火 - 五十嵐孝美（3）
- 憲兵 - 伊原剛志（3）
- 校長 - 内藤武敏（3）
- 北村総一朗（3）
- 早崎文司（3）
- 高田敏江（3）
- 土家里織（3）
- 堀江しのぶ（3）
- 井原梢 - 中江有里（新）
- 番頭・久助 - 小倉久寛（新）
- 越智勝利 - 池内万作（新）
- 海賊 - 國村隼（新）
- 先崎勝之 - 渡辺いっけい（新）
- 戸田昌宏（新）
- 羽野晶紀（新）
- 金田龍之介（新）
- 塩見三省（新）
- 烏丸せつこ（新）
- 田村英里子（新）

　＜以下は「花へんろ特別編 春子の人形〜脚本家・早坂暁がうつくしむ人〜」キャスト＞
- 静子 - 田中裕子（特）
- 勝二 - 尾美としのり（特）
- 富田良介〈18〉 - 坂東龍汰（12歳：小林諒音、5歳：田中レイ）（特）
- 富田春子〈12〉 - 芦田愛菜（9歳：荒川梨杏、1歳：関口いろり）（特）
- 天本イチ子〈19〉 - 中西美帆（特）
- 花井靴院長 - 西村和彦（特）
- 前田賢太郎 - 佐久本宝（特）
- 平三 - 岡山天音（特）
- 井沢大尉 - 金井勇太（特）
- 鮫島友恵 - 月船さらら（特）
- 夜明け前（教師） - 三又又三（特）
- 女遍路 - 斉藤とも子（特）
- 澤島義男 - 安藤一夫（特）
- 中学校教師 - 俵広樹（特）
- 汽車車掌 - 小嶋尚樹（特）
- 駅員 - 中村祐樹 （特）
- 海軍兵学校教官 - 坂川慶成（特）
- 女子学生 - 守山クリス（特）
- 七つ釦の学生 - 福島綱紀（特）
- ラジオの声 - 奥津憲仁（特）
- 早坂暁 - 山本圭（特）

## スタッフ
- 作 - 早坂暁（1・2・3・新）
- 脚本 - 冨川元文（特のみ）
- 演出 - 深町幸男（1・2）、木田幸紀（1）、外園悠治（1・3）、田中賢二（2）、平山武之（3・特）、井上芳樹（3）、佐藤幹夫（新）、笠浦友愛（新）
- 音楽 - 桑原研郎（1・2・3・新）、池辺晋一郎（特）
- 挿入歌 - 「花へんろ音頭」（作詞：早坂暁、作曲：高橋英介、歌：石川さゆり）（新）
- 主題歌 - 玉置浩二「みんな夢の中」（特）
- 語り - 渥美清（1・2・3）、小沢昭一（新）、加賀美幸子（特）
- 制作 - 岡田勝（1）、松尾武（2）、高橋康夫（3）
- プロデューサー - 伴野智（東北新社）（特）
- 制作統括 - 金澤宏次（新）、千葉聡史（NHK）（特）、加藤邦英（特）
- 制作・著作 - NHK、東北新社（特）

## 放送日程
第一章から第三章では各話にサブタイトルが存在しなかったが、「新花へんろ」には各話にサブタイトルが付けられた。
花へんろ 風の昭和日記（第一章）
| 放送回 | 放送日         | 演出     |
| ------ | -------------- | -------- |
| 第1回  | 1985年04月13日 | 深町幸男 |
| 第2回  | 4月20日        | 深町幸男 |
| 第3回  | 4月27日        | 深町幸男 |
| 第4回  | 5月04日        | 木田幸紀 |
| 第5回  | 5月11日        | 外園悠治 |
| 第6回  | 5月18日        | 外園悠治 |
| 最終回 | 5月25日        | 深町幸男 |

花へんろ 風の昭和日記（第二章）
| 放送回 | 放送日         | 演出     |
| ------ | -------------- | -------- |
| 第1回  | 1986年09月06日 | 深町幸男 |
| 第2回  | 9月13日        | 深町幸男 |
| 第3回  | 9月20日        | 深町幸男 |
| 第4回  | 9月27日        | 田中賢二 |
| 第5回  | 10月04日       | 田中賢二 |
| 最終回 | 10月11日       | 深町幸男 |

花へんろ 風の昭和日記（第三章）
| 放送回 | 放送日         | 演出     |
| ------ | -------------- | -------- |
| 第1回  | 1988年02月06日 | 平山武之 |
| 第2回  | 2月13日        | 平山武之 |
| 第3回  | 2月20日        | 外園悠治 |
| 第4回  | 2月27日        | 外園悠治 |
| 第5回  | 3月05日        | 井上芳樹 |
| 最終回 | 3月12日        | 平山武之 |

新・花へんろ 風の昭和日記
| 放送回 | 放送日         | サブタイトル             | 演出     |
| ------ | -------------- | ------------------------ | -------- |
| その一 | 1997年05月14日 | 日本はどうなるんかナモシ | 佐藤幹夫 |
| その二 | 5月21日        | これからはダンスぞナモシ | 佐藤幹夫 |
| その三 | 5月28日        | ダンスパーティーの夜     | 笠浦友愛 |
| その四 | 6月04日        | 肉体の門ぞナモシ         | 笠浦友愛 |
| その五 | 6月11日        | 青春の門かナモシ?        | 佐藤幹夫 |
| 最終回 | 6月18日        | お遍路は歌ぞナモシ       | 佐藤幹夫 |

## 総集編
- 花へんろ 風の昭和日記 -第一章・総集編-（2018年7月18日 22:00 - 22:30、NHK BSプレミアム）
- 花へんろ 風の昭和日記 -第二章・総集編-（2018年7月25日 22:00 - 22:30、NHK BSプレミアム）
- 花へんろ 風の昭和日記 -第三章・総集編-（2018年8月1日 22:00 - 22:30、NHK BSプレミアム）

## 関連番組
- 早坂暁を探して 〜桃井かおりの暁さん遍路〜（2018年8月1日 21:00 - 22:00、NHK BSプレミアム）

## 受賞歴
- 第4回（1986年〈昭和61年〉）向田邦子賞（早坂暁）[5]
- 第36回（1985年〈昭和60年〉）芸術選奨文部大臣賞 放送部門テレビドラマ演出（深町幸男）
- 第24回（1986年度） ギャラクシー賞奨励賞（『花へんろ 風の昭和日記 第二章』）
- 第25回（1987年度）  ギャラクシー賞大賞（『花へんろ 風の昭和日記 第三章』）
- 第35回ATP賞テレビグランプリ ドラマ部門 優秀賞（『花へんろ特別編 「春子の人形」』）[6]

## 関連商品
シナリオ
- 早坂暁『花へんろ－風の昭和日記』（1986年9月30日、大和書房、ISBN 978-4-479-54037-3）

小説
- 早坂暁『花へんろ 風の巻』（2004年10月30日、文藝春秋、ISBN 978-4-16-323560-8）
- 早坂暁『早坂暁コレクション10 花へんろ 夢の巻』（2008年6月、勉誠出版、ISBN 978-4-585-01189-7）
- 早坂暁『早坂暁コレクション11 花へんろ 風の巻』（2008年6月、勉誠出版、ISBN 978-4-585-01190-3）
- 早坂暁『早坂暁コレクション12 花へんろ 海の巻』（2008年6月、勉誠出版、ISBN 978-4-585-01215-3）

DVD
- 花へんろ 〜風の昭和日記〜 DVD全4作セット（NHKエンタープライズ、20547AS）
  - 花へんろ 〜風の昭和日記〜 第一章 全2枚（NHKエンタープライズ、19596AA）
  - 花へんろ 〜風の昭和日記〜 第二章 全2枚（NHKエンタープライズ、19887AA）
  - 花へんろ 〜風の昭和日記〜 第三章 全2枚（NHKエンタープライズ、19888AA）
  - 新 花へんろ 〜風の昭和日記〜 DVD-BOX（NHKエンタープライズ、20547AA）

- 花へんろ特別編 春子の人形 DVD（NHKエンタープライズ、23446AA）

## その他
- 早坂は、自身のドラマ作品の中で最も評価が高いのは『夢千代日記』だと思っていたが、1位がこの『花へんろ』、2位が『天下御免』であり、『夢千代日記』は3位だったと知らされたとのこと。
- 『新-』の第一話冒頭、『-第三章』の放送が終了してからの10年間に逝去した沢村貞子、中条静夫、殿山泰司の遺影が登場。同じく逝去した『-第三章』までの語り手・渥美清（ナレーション収録風景の写真で登場）も含めて、お遍路姿の小沢昭一（渥美の後を引き継いで語り手を担当）が4人の冥福を祈る場面が挿入された。
- 実現しなかった『男はつらいよ』第49作『寅次郎花へんろ』は本作から取られている[7]。

## 舞台
東宝2月特別公演として舞台化され、1988年2月2日から2月29日まで東京宝塚劇場にて上演された。
- 原作 - 早坂暁
- 脚本 - 堀越真
- 演出 - 鴨下信一
- 音楽 - 桑原研郎
- 主演 - 八千草薫